# Шол Крик Драјв (Мисури)
Шол Крик Драјв (енгл. Shoal Creek Drive) град је у америчкој савезној држави Мисури.

## Демографија
По попису из 2010. године број становника је 337, што је 9 (-2,6%) становника мање него 2000. године.
| Група             | 2000.       | 2010.       |
| Белци             | 316 (91,3%) | 308 (91,4%) |
| Афроамериканци    | 7 (2,0%)    | 2 (0,6%)    |
| Азијати           | 1 (0,3%)    | 2 (0,6%)    |
| Хиспаноамериканци | 8 (2,3%)    | 17 (5,0%)   |
| Укупно            | 346         | 337         |